# Адријана Марчетић
Адријана (Момчило) Марчетић (Београд, 1. мај 1961) српски је редовни професор Филолошког факултета Универзитета у Београду.

## Биографија
Дипломирала је на Филолошком факултету Универзитета у Београду 1984, а магистрирала 1993. — ужа научна област Наука о књижевности. Докторирала је 2001. године - наслов дисертације: Женетова теорија приповедања.
Дана 29. јуна 2001. године постаје доцент Теорије књижевности и опште књижевности, реизабрана 2006. За ванредног професора на Катедри за општу књижевност и теорију књижевности, Филолошког факултета Универзитета у Београду изабрана је 16. маја 2010. године, предаје теорију књижевности , држи курсеве о компаратистици, теорији прозе и Прустовом роману. 2001. постаје члан Савета Филолошког факултета као и члан жирија за доделу НИН-ове награде критике за роман године, именована је 2004. године за члана комисије из Области научноистраживачке и едукативне делатности у култури од стране Министарства културе Републике Србије. Била је 2003. године члан жирија за доделу награде "Меша Селимовић".

## Научни и књижевни рад
Као ментор за израду магистарских и мастер теза (уз једну докторску тезу) и члан више комисија за оцену магистарских теза и избора у звања, узима активну улогу у развоју научног рада и формирању нових научних кадрова.
Аутор је студија Фигуре приповедања (2004) и Историја и прича (2009), као и низа књижевно-теоријских радова објављених у свим значајнијим домаћим часописима и другим публикацијама. Пише књижевну критику и прати текућу књижевну, а посебно прозну продукцију у Србији, бившим југословенским републикама и у региону Балкана уопште.

## Награде и признања
- За студију О новој компаратистици (2015) добила је Награду „Ђорђе Јовановић“ за 2015. годину.[4]
- Награда Милан Богдановић 2017. године

## Дела

### Књиге
1. Историја и прича, Завод за уџбенике, Београд. стр. 223, 2009, COBISS.SR-ID 170064908
2. Фигуре приповедања, Народна књига, Београд. стр. 269, 2003, COBISS.SR-ID 107818252; друго издање 2004 COBISS.SR-ID 116487436
3. О новој компаратистициСлужбени гласник, Београд,pp. 220, 2015 COBISS.SR-ID 216447244

### Радови у зборницима и водећим часописима
1. Компаративна књижевност некад и сад, Појмовник упоредне књижевности, зборник радова Института за књижевност и уметност, ур. др Бојан Јовић и др Тихомир Брајовић, (2013). стр. 13-75, УДК 82.091 (091) 821.09
2. Наративна техника у Омер-паши Латасу, Свеске Задужбине Иве Андрића, бр.30, (2013). стр. 171-181, ISSN 0352-0862

- Crisis And Renewal In Serbian Novel After 2000, Зборник Матице српске за славистику, 84, 2013, Нови Сад, ISSN 0352-5007
- Наратолошка критика, Књижевна историја, XLV, 149, (2013). стр. 261-274, ISSN 0350-6428
- Може ли постојати критика без текста?, Поетика, бр. 4.
- Нови поглед на руске класике, Зборник Матице српске за књижевност и језик, књ. LX, св. 2, (2012). стр. 608-612, ISSN 0543-1220
- У земљи Лотофага: Пруст, Курцијус и Слободан Јовановић, Наслеђе, св. 9, бр. 23, 2012, Филум, Крагујевац. стр. 19-29, ISSN 1820-1768
- „The Khazar Face”. Serbian Studies. 23 (1): 61—83. , 2009, Copyright 2011, Bloomington, Indiana UniversityISSN 0742-3330
- Auerbahov istorijski perspektivizam. Beograd. 2011. стр. 141—159. ISSN 2217-589X., Poetika, br. 1.
- La littérature de la transition: un tribut à payer, Siècle 21, 19, 2011, Paris. стр. 12-15, ISSN 637-3480 Parameter error in {{issn}}: Invalid ISSN.
- Beket, klasik po strani, Književna istorija, XLIII, 145, (2011). стр. 863-867, ISSN 0350-6428

1. Comparative Literature in the Age of Globalization, Language, Literature, Culture, Identity : proceedings of the International Conference held in Belgrade 11th and 12th Septembar 2008 / edited by Slobodan Grubačić and Dalibor Soldatić. - Belgrade : Faculty of Philology, 2009, COBISS.SR-ID 170850060 pp. 145–153.[5]